# 5231 Verne
5231 Verne eller 1988 JV är en asteroid i huvudbältet som upptäcktes den 9 maj 1988 av den amerikanska astronomen Carolyn S. Shoemaker vid Palomar-observatoriet. Den är uppkallad efter den franske författaren Jules Verne.
Asteroiden har en diameter på ungefär 11 kilometer och den tillhör asteroidgruppen Eunomia.